# Gyllenbrun sprötstjärt
Gyllenbrun sprötstjärt (Sylviorthorhynchus yanacensis) är en fågel i familjen ugnfåglar inom ordningen tättingar.

## Utseende och läte
Gyllenbrun sprötstjärt är en liten och bjärt kanelbrun fågel med lång stjärt. Bland lätena hörs ljusa tjippande och kvittrande ljud, medan sången består av en accelererande serie ljusa och metalliska toner.

## Utbredning och systematik
Fågeln förekommer lokalt i Anderna i norra Peru och västra Bolivia. Den behandlas som monotypisk, det vill säga att den inte delas in i några underarter.

### Släktestillhörighet
Traditionellt placeras arten i släktet Leptasthenura. Genetiska studier visar dock att den är systerart till trådsprötstjärten (Sylviorthorhynchus desmurii) och förs allt oftare till det släktet istället.

## Levnadssätt
Gyllenbrun sprötstjärt hittas i höga bergstrakter i fickor av Polylepis-skog och buskmarker, vanligen omgivna av gräsmarker eller klippiga områden. Den ses enstaka eller i par i buskage, ofta ljudande.

## Status och hot
Arten har ett stort utbredningsområde, men tros minska i antal, dock inte tillräckligt kraftigt för att den ska betraktas som hotad. Internationella naturvårdsunionen IUCN listar arten som livskraftig (LC). Beståndet uppskattas till i storleksordningen 50 000 till 100 000 vuxna individer.